# Голливудский кинофестиваль
Голливудский кинофестиваль — ежегодный кинофестиваль, проходящий в Лос-Анджелесе, США.

## История
Кинофестиваль был основан супругами Карлосом де Абреу (англ. Carlos de Abreu) и Дженис Пеннингтон (англ. Janice Pennington) в 1997 году. Основной целью создания кинофестиваля, по словам де Абреу, явилось желание «преодолеть пропасть» между Голливудом и новичками, желающими снимать кино. Что касается европейского кино, то де Абреу не считает нужным выделять отдельную секцию под эти фильмы, но их наличие в программе кинофестиваля считает необходимым.
На протяжении своего существования фестиваль не пользовался большим авторитетом у критиков, однако де Абреу постепенно начал привлекать всё большее число голливудских звёзд к церемонии награждения Hollywood Awards, что в свою очередь, привлекало внимание и к самому кинофестивалю.
2013 год ознаменовался очередными мерами де Абреу для поднятия статуса кинофестиваля. Так, в этом году была учреждена программа Hollywood Network, нацеленная на организацию встреч между профессионалами в мире кино и новичками. Кроме того, в марте 2013 года было объявлено о принятии на работу в качестве исполнительного режиссёра 17-й церемонии награждения Джона Фитцжеральда, одного из основателей кинофестиваля Slamdance.

## Hollywood Awards
Вручение наград было основано Карлосом де Абреу в том же 1997 году, что и кинофестиваль. Общим у кинопремии и кинофестиваля является то, что все финалисты кинофестиваля автоматически получают пропуск на церемонию вручения наград, а все победители кинофестиваля получают награды во время церемонии вручения наград. Однако, кинофестиваль нацелен в первую очередь на поиск и продвижение независимых создателей кино, а кинопремия — на признание заслуг уже именитых голливудских мэтров. Время проведения церемонии (октябрь) специально подбиралось с таким расчётом, чтобы Hollywood Awards оказалось первой церемонией в сезоне кинонаград.